# William Guthrie (boxeur)
Pour les articles homonymes, voir Guthrie.
William Guthrie est un boxeur américain né le 17 janvier 1967 à Philadelphie, Pennsylvanie.

## Carrière
Vainqueur des Golden Gloves en 1985 dans la catégorie poids moyens, il passe professionnel en 1989 et devient champion des États-Unis des poids mi-lourds en 1995 puis champion du monde IBF le 19 juillet 1997 après sa victoire par arrêt de l'arbitre au 3e round contre Darrin Allen. Guthrie perd en revanche ce titre dès le combat suivant organisé à Uncasville dans le Connecticut le 6 février 1998 contre Reggie Johnson par KO au 5e round. Il choisit alors de boxer en lourds-légers mais ne parviendra pas à remporter de titres majeurs jusqu'à sa retraite sportive en 2007.